# Pellenes bonus
Pellenes bonus là một loài nhện trong họ Salticidae.
Loài này thuộc chi Pellenes. Pellenes bonus được Dmitri Viktorovich Logunov, Yuri M miêu tả năm 1999. Marusik & Rakov.